# بيرسي غليسون
بيرسي غليسون (بالإنجليزية: Percy Gleeson)‏ (18 يوليو 1921 في المملكة المتحدة - 1 أكتوبر 2015 في المملكة المتحدة) هو لاعب كرة قدم بريطاني (وحمل سابقاً جنسية المملكة المتحدة لبريطانيا العظمى وأيرلندا) في مركز مهاجم داخلي. لعب مع نادي برينتفورد ونادي غيلفورد سيتي ونادي هونسلو ‏.